# I Tubi Lungimiranti
I tubi lungimiranti sono un gruppo musicale nato a Fano nel 1964 ed appartenente al movimento musicale del beat italiano degli anni '60. La band divenne in seguito un gruppo di culto per le sonorità sporche ed orientate al garage bitt.

## Storia de I Tubi Lungimiranti

### 1964-1965: Origini
Fondato nel 1964 a Fano da Umberto Bultrighini (la cui sorella scelse il nome del gruppo, che avrebbe dovuto chiamarsi gli Ossi Buchi) e stabilizzatosi l'anno successivo come quartetto, con l'apporto dei due fratelli Paolo e Francesco Del Bianco e del batterista Gualfardo Aiudi, il gruppo inizia a suonare nei locali delle Marche.

### 1966-1968: La CDI edAbbiamo paura dei topi
Nel 1966 ottiene un contratto con la CDI (Company Discografica Italiana) di Pier Quinto Cariaggi (marito di Lara Saint Paul), che nel gennaio 1967 fa incidere loro tre brani pubblicati su singolo 7" con il titolo di Abbiamo paura dei topi (CDI, 1968). La storia di questo disco fu singolare: la casa discografica infatti, per errore, manda in stampa non le versioni definitive delle canzoni, ma dei provini, e ciò fa sì che il suono sia molto meno pulito degli standard dell'epoca, avvicinandolo alla psichedelia d'oltreoceano, e soprattutto il brano trainante, Abbiamo paura dei topi, pur non ottenendo successo dal punto di vista delle vendite, diventa un riferimento culturale importante per le garage bitt band underground e neopsichedeliche.
Nello stesso anno partecipano al 2º Torneo Italia-Beat Gran Premio Davoli, a seguito del quale ampliarono l'organico della band con l'ingresso dell'organista Pierluigi Mattiello.

### 1969-1970:A poche oree poi il declino
Dopo la sostituzione del batterista Aiudi con Giuliano Antonioni, registrano a Milano nel settembre 1969 il secondo 45 giri, che viene pubblicato a gennaio del 1970 e che contiene sul lato A Spegni questa luce, cover dei Rokes, e sul lato B A poche ore, cover di 24 hours from Tulsa di Gene Pitney: dalla foto di copertina si può verificare che il gruppo prestava anche attenzione al look con cui si presentava (ognuno dei componenti è caratterizzato in maniera particolare, chi con gli occhiali e l'aspetto da intellettuale, chi invece con un cappello freak, e così via).
In questo periodo, la band registrò altri 12 brani musicali, che non vennero pubblicati. La musica beat era infatti già uscita di scena. Le case discografiche avevano perso interesse verso le nuove band e si rivolgevano ad artisti ormai già consolidati, oppure a nuove forme di rock più complesse. Dopo l'uscita del disco anche Antonioni abbandonò la band: il sostituto, Adriano Pedini, suonò solo per qualche mese nei concerti, dopodiché I tubi lungimiranti decidono di sciogliersi. I due dischi sono ricercatissimi tra i collezionisti di vinili d'epoca.

### 1994: I nuovi "vecchi" dischi e la reunion
Nel 1993 il loro brano Abbiamo paura dei topi fu inserito da Red Ronnie nel CD Quei Favolosi Anni '60 ● 1968 - 12 (Fabbri Editori). Nello stesso anno la Destination X pubblicò la raccolta Spegni questa luce, che comprendeva, oltre ai brani dei 7", anche i 12 brani inediti. Nel 1994 il gruppo si riunì con formazione leggermente diversa, e tenne un concerto a Il Covo di Bologna. Per l'occasione la Destination X stampò Live 1967-1970, un album che conteneva vecchie e inedite registrazioni tratte da un concerto tenuto nel 1969 alla RAI. Sempre la Destination X li inserì poi nella compilazione 60's Italian Beat Resurrection! Volume 5 (1994) e nel 1995 la Reverendo Moon Records li inserì in Per chi non conosce la libertà (Raro Beat Italiano Vol. 1) una compilazione curata da Reverendo Moon.
L'ultimo batterista, Adriano Pedini, diventerà session man, suonando la batteria in molti dischi pubblicati dalla Cramps; nel 1976 suonerà nel celebre album Ho visto anche degli zingari felici di Claudio Lolli; si accosterà poi al jazz e diventerà, nel 1995, Direttore Artistico e coordinatore del Festival Fano Jazz by the Sea.
Paolo Del Bianco si è dedicato alla fotografia e continua tuttora l'attività musicale, suonando nella Micio Sband.
Umberto Bultrighini si è dedicato all'insegnamento, mantenendo però sempre l'interesse per la musica, che l'ha portato a pubblicare nel 2003 il volume Dopo i Beatles: musica e società negli anni settanta, scritto insieme a Gianni Oliva, suo collega diretto di università, e pubblicato dalla Editrice Carabba di Lanciano. Dal 2010 Bultrighini con Gene Guglielmi e Claudio Scarpa, portano in giro per l'Italia il dibattito musicale "Al di qua, al di la del beat" dove si disquisisce sui veri lati del beat italiano e suonano/cantano canzoni. E a questo proposito a luglio 2011 è stato pubblicato il libro "Al di qua, al di là del Beat", scritto appunto dai tre autori, pubblicato dalla Edizioni Carabba. Il libro vede allegato il CD con brani di Gene Guglielmi ed I Tubi Lungimiranti.
Nel 2012 uscì poi una nuova raccolta di vecchi brani dal titolo Qui e adesso (Halidon), che vedeva come ospiti Gene Guglielmi e la girl-band Le Rimmel.

## Formazione
- Paolo Del Bianco (voce e chitarra)
- Francesco Del Bianco (basso),
- Gualfardo Aiuti: batteria (1965 - 1969)
- Umberto Bultrighini: voce e chitarra solista
- Giuliano Antonioni: batteria (1969 - 1970)
- Pierluigi Mattiello: organo (1968 - 1970)
- Adriano Pedini: batteria (1970)

## Discografia

### Singoli
- 1968 - Abbiamo paura dei topi/Hai distrutto una famiglia/L'anima (CDI, 2028)
- 1970 - Spegni questa luce/A poche ore (CDI, 2038)

### Album in studio
- 1994 - Live 1967-1970 (Destination X)

### Raccolte
- 1993 - Quei favolosi anni '60 ● 1968 - 12 - con il brano Abbiamo paura dei topi (CD, Fabbri Editori, curata da Red Ronnie)
- 1994 - Various - 60's Italian Beat Resurrection! Volume 5 - con il brano Il vento dell'est (LP, Destination X Records)
- 1995 - Per chi non conosce la libertà - con il brano Abbiamo paura dei topi (Raro beat italiano vol. 1) (LP, Reverendo Moon Records)